# BAFTA al millor director, guionista o productor britànic novell
El BAFTA al millor director, guionista o  productor britànic novell és un premi que atorga la BAFTA (British Academy of Film and Television Arts) en una cerimònia anual, en honor del guionista i productor cinematogràfic estatunidenc Carl Foreman.

## Dècada del 1990
1999 - Ratcatcher - Lynne Ramsay
- East Is East – Ayub Khan-Din
- Human Traffic – Justin Kerrigan
- Despertant en Ned – Kirk Jones

1998 - Love and Death on Long Island - Richard Kwietniowski
- The Governess – Sandra Goldbacher
- Twenty Four Seven – Shane Meadows
- Lock Stock & Two Smoking Barrels – Matthew Vaughn

## Dècada del 2000
| 2000 - Last Resort - Pawel Pawlikowski - Billy Elliot – Stephen Daldry - Billy Elliot – Lee Hall - El jardí de l'alegria – Mark Crowdy - Some Voices – Simon Cellan Jones 2001 - Jump Tomorrow - Joel Hopkins Nicola Usborne - Gosford Park – Julian Fellowes - Late Night Shopping – Jack Lothian - The Parole Officer – Steve Coogan Henry Normal - South West 9 – Richard Parry - Strictly Sinatra – Ruth Kenley-Letts 2002 - The Warrior - Asif Kapadia - AKA – Duncan Roy - Christie Malry's Own Double-Entry – Simon Bent - Lost in La Mancha – Lucy Darwin 2003 - Kiss of Life - Emily Young - American Cousins – Sergio Casci - Girl with a Pearl Earring – Peter Webber - To Kill a King – Jenny Mayhew 2004 - A Way of Life - Amma Asante - AfterLife – Andrea Gibb - Dear Frankie – Shona Auerbach - Layer Cake – Matthew Vaughn - Shaun of the Dead – Nira Park | 2005 - Pride & Prejudice - Joe Wright - Everything – Richard Hawkins - Festival – Annie Griffin - Shooting Dogs – David Belton - Tsotsi – Peter Fudakowski 2006 - Red Road - Andrea Arnold - Black Sun – Gary Tarn - Pierrepoint – Christine Langan - London to Brighton – Paul Andrew Williams - Rollin' with the Nines – Julian Gilbey 2007 - Control - Matt Greenhalgh - Taking Liberties – Chris Atkins - Walker: 30 Century Man – Mia Bays Scott - Brick Lane – Sarah Gavron - The Killing of John Lennon – Andrew Piddington 2008 - Hunger - Steve McQueen - Mamma Mia! - Judy Craymer - Man on Wire - Simon Chinn - Of Time and the City - Sol Papadopoulos, Roy Boulter - Son of Rambow - Garth Jennings |